# Edward Herbert, II conte di Powis
Edward Herbert, II conte di Powis (22 marzo 1785 – 17 gennaio 1848) è stato un politico inglese.

## Biografia
Era il figlio di Edward Clive, I conte di Powis, e di sua moglie, Henrietta Herbert.

## Carriera
Dopo il 1804, quando suo padre è stato creato Conte di Powis, era conosciuto con il titolo di cortesia di Visconte Clive. Nel 1806, è diventato un membro del Parlamento per Ludlow, carica che mantenne fino a quando ha ereditato la contea ed è entrato nella Camera dei lord. Era anche l'erede di suo zio, George Herbert, II conte di Powis, che era morto nel 1801, e che ereditò le tenute a condizione che egli assume il nome Herbert attraverso una licenza reale in data 9 marzo 1807, avrebbe dovuto risolvere i grandi debiti di gioco dello zio e che suo padre avrebbe dovuto lasciare le tenute Clive al fratello, Robert Clive.
Nel 1807 entrò nel reggimento di cavalleria, raggiungendo il grado di tenente colonnello nel 1827. Successe al padre come Lord luogotenente di Montgomeryshire, quando giocò un ruolo di primo piano nella soppressione dei moti cartisti del 1839.

## Matrimonio
Sposò, il 9 febbraio 1818, Lady Lucy Graham (25 settembre 1793-16 settembre 1875), figlia di James Graham, III duca di Montrose. Ebbero sette figli:
- Edward Herbert, III conte di Powis (5 novembre 1818-7 maggio 1891);
- Lady Lucy Caroline Herbert (1819-3 maggio 1884), sposò Frederick Calvert, non ebbero figli;
- Lady Charlotte Elizabeth Herbert (1821-15 maggio 1906), sposò Hugh Montgomery, ebbero tre figli;
- Sir Percy Egerton Herbert (15 aprile 1822-7 ottobre 1876), sposò Lady Mary Petty-FitzMaurice, ebbero quattro figli;
- George Herbert (25 novembre 1825-15 marzo 1894), sposò Elizabeth Beatrice Sykes, ebbero due figli;
- Robert Charles Herbert (24 giugno 1827-31 ottobre 1902), sposò Anna Maria Cludde, ebbero quattro figli;
- William Henry Herbert (8 febbraio 1834-29 gennaio 1909), sposò Sybella Augusta Milbank, ebbero due figli.

## Morte
Il conte era un bibliofilo. Nel 1816, creò una collezione di libri nel castello di Powis provenienti da viaggi in Francia, acquistati in parte da librai e in parte da un'asta della biblioteca dell'imperatrice Giuseppina alla Malmaison. È stato eletto al Roxburghe Club nel 1828, divenendone presidente nel 1835.
Nel 1847 si candidò come Rettore dell'Università di Cambridge, ma fu sconfitto per solo 99 voti dal principe Alberto.
Morì il 17 gennaio 1848, presso il castello di Powis dopo essere stato accidentalmente ferito durante una battuta di caccia al fagiano da uno dei suoi figli, Robert. Fu sepolto nella chiesa parrocchiale di St Mary, a Welshpool.

## Ascendenza
|                                         |                 |                           | Genitori                              |  |  | Nonni |  |  | Bisnonni      |  |  | Trisnonni    |  |
|                                         |                 |                           |                                       |  |  |       |  |  | Richard Clive |  |  | Robert Clive |  |
|                                         |                 |                           |                                       |  |  |       |  |  | Richard Clive |  |  | Robert Clive |  |
|                                         |                 | Elizabeth Amphlett        |                                       |  |  |       |  |  | Richard Clive |  |  |              |  |
| Robert Clive, I barone Clive di Plassey |                 |                           |                                       |  |  |       |  |  | Richard Clive |  |  |              |  |
|                                         |                 | Rebecca Gaskell           | Nathaniel Gaskell                     |  |  |       |  |  |               |  |  |              |  |
|                                         |                 | Rebecca Gaskell           | Nathaniel Gaskell                     |  |  |       |  |  |               |  |  |              |  |
|                                         |                 | Rebecca Gaskell           | Sarah Wilson                          |  |  |       |  |  |               |  |  |              |  |
| Edward Clive, I conte di Powis          |                 | Rebecca Gaskell           |                                       |  |  |       |  |  |               |  |  |              |  |
|                                         |                 | Edmund Maskelyne          | Nevill Maskelyne                      |  |  |       |  |  |               |  |  |              |  |
|                                         |                 | Edmund Maskelyne          | Nevill Maskelyne                      |  |  |       |  |  |               |  |  |              |  |
|                                         |                 | Edmund Maskelyne          | Anne Bathe                            |  |  |       |  |  |               |  |  |              |  |
| Margaret Maskelyne                      |                 | Edmund Maskelyne          |                                       |  |  |       |  |  |               |  |  |              |  |
|                                         |                 | Elizabeth Booth           | John Booth                            |  |  |       |  |  |               |  |  |              |  |
|                                         |                 | Elizabeth Booth           | John Booth                            |  |  |       |  |  |               |  |  |              |  |
|                                         |                 | Elizabeth Booth           | Elizabeth Proger                      |  |  |       |  |  |               |  |  |              |  |
| Edward Herbert, II conte di Powis       |                 | Elizabeth Booth           |                                       |  |  |       |  |  |               |  |  |              |  |
|                                         | Francis Herbert | Richard Herbert           |                                       |  |  |       |  |  |               |  |  |              |  |
|                                         | Francis Herbert | Richard Herbert           |                                       |  |  |       |  |  |               |  |  |              |  |
|                                         | Francis Herbert | Hon. Florentia Herbert    |                                       |  |  |       |  |  |               |  |  |              |  |
| Henry Herbert, I conte di Powis         | Francis Herbert |                           |                                       |  |  |       |  |  |               |  |  |              |  |
|                                         |                 | Dorothy Oldbury           | John Oldbury                          |  |  |       |  |  |               |  |  |              |  |
|                                         |                 | Dorothy Oldbury           | John Oldbury                          |  |  |       |  |  |               |  |  |              |  |
|                                         |                 | Dorothy Oldbury           | …                                     |  |  |       |  |  |               |  |  |              |  |
| Lady Henrietta Antonia Herbert          |                 | Dorothy Oldbury           |                                       |  |  |       |  |  |               |  |  |              |  |
|                                         |                 | Lord Edward Herbert       | William Herbert, II marchese di Powis |  |  |       |  |  |               |  |  |              |  |
|                                         |                 | Lord Edward Herbert       | William Herbert, II marchese di Powis |  |  |       |  |  |               |  |  |              |  |
|                                         |                 | Lord Edward Herbert       | Mary Preston                          |  |  |       |  |  |               |  |  |              |  |
| Barbara Herbert                         |                 | Lord Edward Herbert       |                                       |  |  |       |  |  |               |  |  |              |  |
|                                         |                 | Lady Henrietta Waldegrave | James Waldegrave, I conte Waldegrave  |  |  |       |  |  |               |  |  |              |  |
|                                         |                 | Lady Henrietta Waldegrave | James Waldegrave, I conte Waldegrave  |  |  |       |  |  |               |  |  |              |  |
|                                         |                 | Lady Henrietta Waldegrave | Mary Webbe                            |  |  |       |  |  |               |  |  |              |  |
|                                         |                 | Lady Henrietta Waldegrave |                                       |  |  |       |  |  |               |  |  |              |  |